# Beuvry
Ne doit pas être confondu avec Beuvry-la-Forêt.
Beuvry est une commune française située dans le département du Pas-de-Calais en région Hauts-de-France. Ses habitants sont appelés les Beuvrygeois. La commune est membre de la communauté d'agglomération de Béthune-Bruay, Artois-Lys Romane.
La commune de Beuvry (nom porté depuis 1801), traversée par le canal d'Aire à la Bassée, est située dans le sud-est du département du Pas-de-Calais et limitrophe de Béthune. C’est une commune de type ceinture urbaine, appartenant à l’unité urbaine de Béthune, avec une population de 9 078 habitants au dernier recensement de 2022, elle comptait 6 253 habitants en 1946, au sortir de la Seconde Guerre mondiale.
La particularité de la commune est d'avoir fusionnée avec la ville de Béthune fin 1993 et, à la suite du mécontentement de la population suivi de pétitions et d'élections municipales, d'être redevenue indépendante en novembre 1997.
Sur le territoire communal se trouve quatre monuments qui figurent à l'inventaire des monuments historiques : la ferme-château de la Belle Forière, le moulin de Beuvry et le manoir de l'Estracelles, qui sont inscrits et l'église Saint-Martin qui est classée.
La commune est décorée des croix de guerre 1914-1918 et 1939-1945.

## Géographie

### Localisation
Localisée dans le sud-est du département du Pas-de-Calais, Beuvry est située dans les Flandres artésiennes, à 28 km, à vol d'oiseau, au sud-ouest de Lille, et limitrophe de Béthune (chef-lieu d'arrondissement), au sud de l'ancien quartier des Weppes.
Le territoire de la commune est limitrophe de ceux de dix communes.
Les communes limitrophes sont Locon, Labourse, Sailly-Labourse, Verquigneul, Annequin, Béthune, La Couture, Cuinchy, Essars et Festubert.

### Géologie et relief
La superficie de la commune est de 16,85 km2 ; son altitude varie de 18  à   42 mètres.

### Hydrographie
Le territoire de la commune est situé dans le bassin Artois-Picardie.
Le territoire de la commune est traversé par treize cours d'eau :
- le canal d'Aire à la Bassée passant au nord de la commune, canal navigable d'une longueur de 39 km, qui prend sa source dans la commune de Bauvin et se jette dans La Lys au niveau de la commune d'Aire-sur-la-Lys[3] ;
- la Loisne aval, d'une longueur de 11,53 km, qui se jette dans la Lawe au niveau de la commune de La Couture[4] ;
- le courant de la Goutte, d'une longueur de 11 km, qui prend sa source dans la commune de Béthune et se jette dans la Lawe au niveau de la commune de Locon[5] ;
- le canal de Beuvry, canal, chenal navigable d'une longueur de 2,59 km, qui se jette dans le canal d'Aire toujours au niveau de la commune[6]. Le canal de Beuvry a deux affluents qui drainent la commune :
  - la Loisne amont, d'une longueur de 10,52 km, qui prend sa source dans la commune de Hersin-Coupigny[7],
  - la Rivière militaire, d'une longueur de 1,97 km, qui prend sa source dans la commune de Beuvry et se jette dans le fossé des Barizeaux[8].
- le fossé des Barizeaux, d'une longueur de 9,95 km[9] ;
- le ruisseau des wattines, d'une longueur de 3,82 km[10] ;
- le Bellenville, d'une longueur de 1,79 km[11].
- et quatre cours d'eau au toponyme hydrographique inconnu[12],[13],[14],[15].

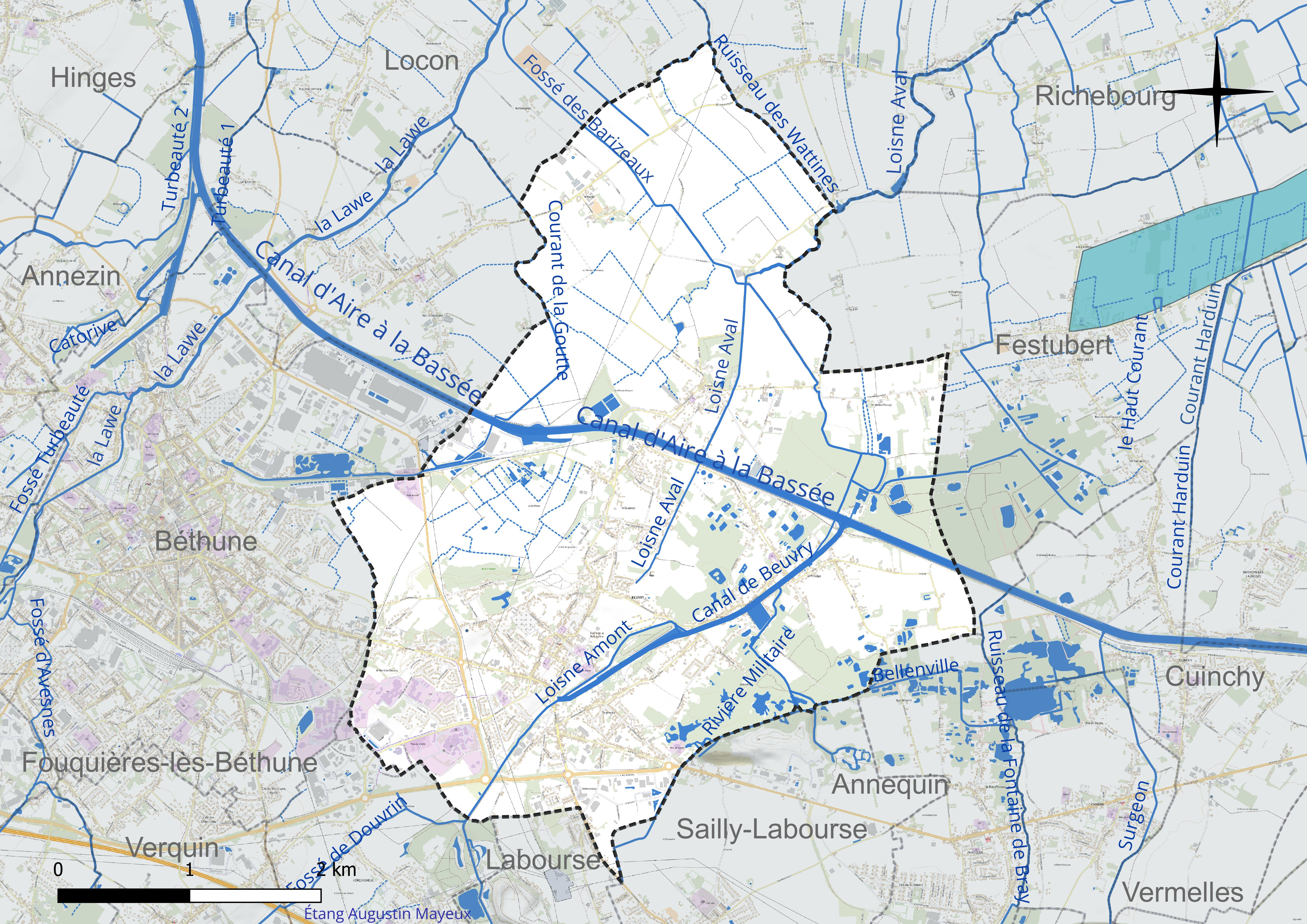
Réseau hydrographique de Beuvry.

### Climat
Pour des articles plus généraux, voir Climat des Hauts-de-France et Climat du Pas-de-Calais.
En 2010, le climat de la commune est de type climat océanique dégradé des plaines du Centre et du Nord, selon une étude du CNRS s'appuyant sur une série de données couvrant la période 1971-2000. En 2020, Météo-France publie une typologie des climats de la France métropolitaine dans laquelle la commune est exposée à un climat océanique et est dans la région climatique Côtes de la Manche orientale, caractérisée par un faible ensoleillement (1 550 h/an) ; forte humidité de l’air (plus de 20 h/jour avec humidité relative > 80 % en hiver), vents forts fréquents.
Pour la période 1971-2000, la température annuelle moyenne est de 10,5 °C, avec une amplitude thermique annuelle de 14,1 °C. Le cumul annuel moyen de précipitations est de 715 mm, avec 11,9 jours de précipitations en janvier et 8,5 jours en juillet. Pour la période 1991-2020, la température moyenne annuelle observée sur la station météorologique la plus proche, située sur la commune de Lillers à 15 km à vol d'oiseau, est de 11,1 °C et le cumul annuel moyen de précipitations est de 731,5 mm,. Pour l'avenir, les paramètres climatiques de la commune estimés pour 2050 selon différents scénarios d'émission de gaz à effet de serre sont consultables sur un site dédié publié par Météo-France en novembre 2022.

### Milieux naturels et biodiversité

#### Zones naturelles d'intérêt écologique, faunistique et floristique
L’inventaire des zones naturelles d'intérêt écologique, faunistique et floristique (ZNIEFF) a pour objectif de réaliser une couverture des zones les plus intéressantes sur le plan écologique, essentiellement dans la perspective d’améliorer la connaissance du patrimoine naturel national et de fournir aux différents décideurs un outil d’aide à la prise en compte de l’environnement dans l’aménagement du territoire.
Le territoire communal comprend deux ZNIEFF de type 1 :
- le marais de la Loisne. Localisé sur les anciens marais de la Loisne au sud-est de la ville de Béthune et incluant les terrils édifiés sur les mêmes marais, le site a été largement réaménagé en espace de loisirs avec de nombreux étangs de pêche[22] ;
- le marais de Beuvry, Cuinchy et Festubert. Cet ensemble de marais se situe dans le bassin versant de la Lys en limite nord/ouest du bassin minier du Pas-de-Calais qui est une zone très industrialisée et peuplée dans laquelle peu de milieux naturels subsistent[23].

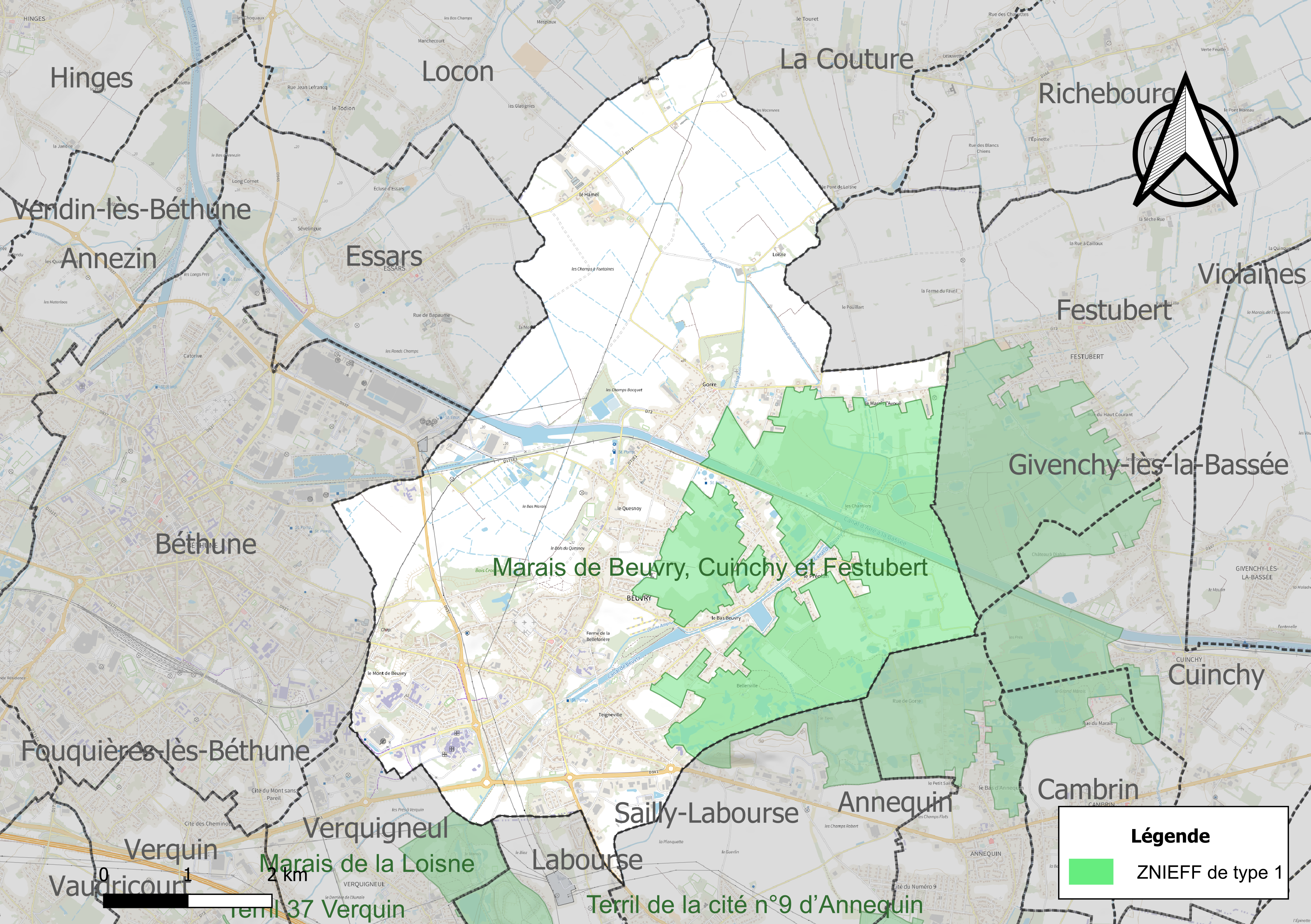
Carte des ZNIEFF sur la commune.

## Urbanisme

### Typologie
Au 1er janvier 2024, Beuvry est catégorisée ceinture urbaine, selon la nouvelle grille communale de densité à sept niveaux définie par l'Insee en 2022.
Elle appartient à l'unité urbaine de Béthune, une agglomération inter-départementale regroupant 94  communes, dont elle est une commune de la banlieue,,. Par ailleurs la commune fait partie de l'aire d'attraction de Béthune, dont elle est une commune de la couronne,. Cette aire, qui regroupe 23 communes, est catégorisée dans les aires de 50 000 à moins de 200 000 habitants,.

### Occupation des sols
L'occupation des sols de la commune, telle qu'elle ressort de la base de données européenne d’occupation biophysique des sols Corine Land Cover (CLC), est marquée par l'importance des territoires agricoles (61,9 % en 2018), en diminution par rapport à 1990 (64,4 %). La répartition détaillée en 2018 est la suivante :
terres arables (43,4 %), zones urbanisées (23,2 %), prairies (9,9 %), forêts (9,7 %), zones agricoles hétérogènes (8,6 %), zones industrielles ou commerciales et réseaux de communication (4,7 %), zones humides intérieures (0,5 %). L'évolution de l’occupation des sols de la commune et de ses infrastructures peut être observée sur les différentes représentations cartographiques du territoire : la carte de Cassini (XVIIIe siècle), la carte d'état-major (1820-1866) et les cartes ou photos aériennes de l'IGN pour la période actuelle (1950 à aujourd'hui).

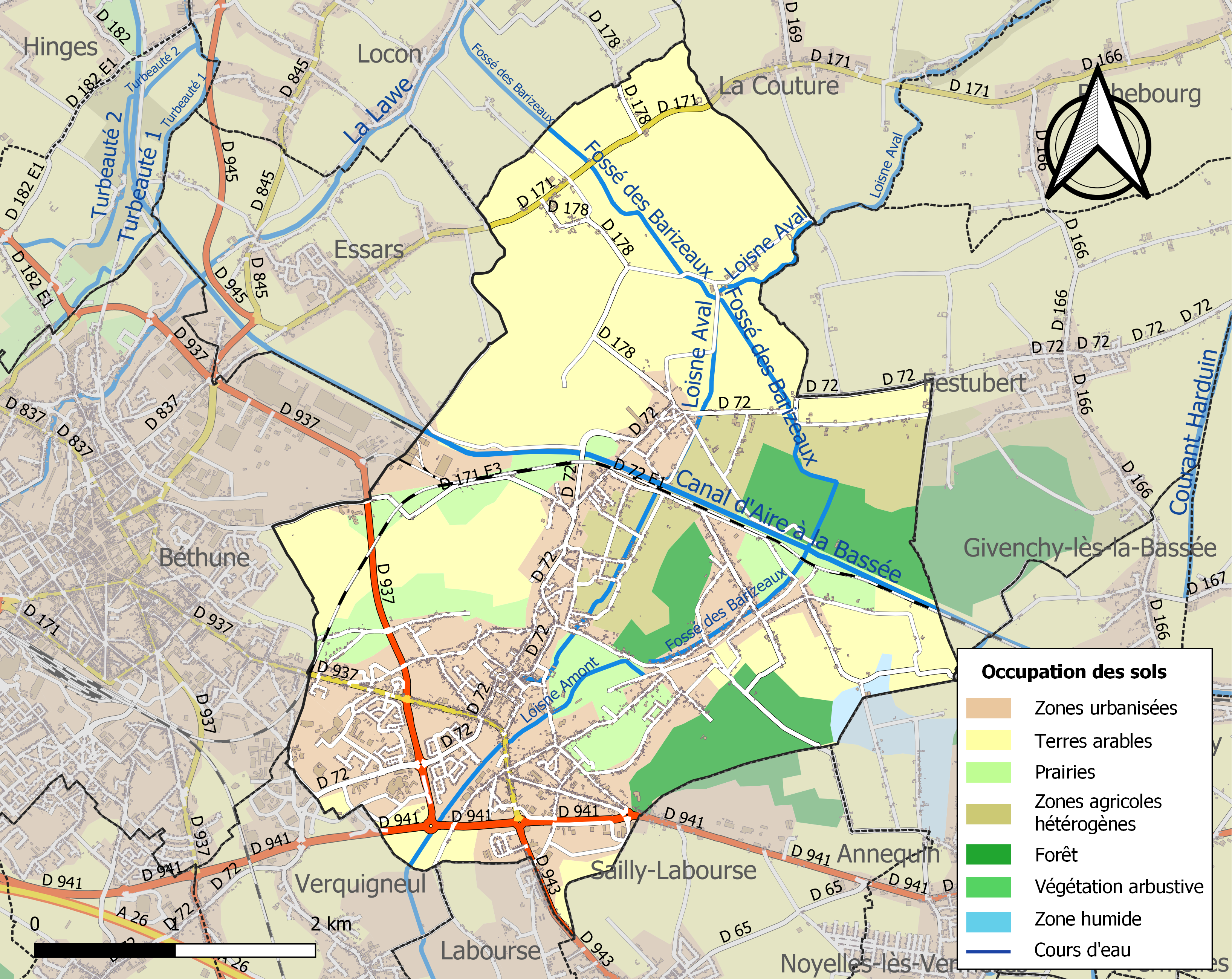
Carte des infrastructures et de l'occupation des sols de la commune en 2018 (CLC).

### Logement
En 2021, le nombre total de logements dans la commune était de 4 381, alors qu'il était de 4 253 en 2015 et de 3 859 en 2010
, soit une progression du nombre total de logements de 13,5 % depuis 2010.
Parmi ces 4 381 logements, 89,6 % étaient des résidences principales, (soit 3 925 logements), 0,7 % des résidences secondaires et 9,7 % des logements vacants. Ces logements étaient pour 77,4 % d'entre eux des maisons individuelles et pour 20,6 % des appartements.
Sur les 3 925 résidences principales, 62,1 % sont occupées par des propriétaires,  36,3 % par des locataires et 1,6 % par des personnes logées gratuitement.
Le tableau ci-dessous présente la typologie des logements à Beuvry en 2021 en comparaison avec celle du Pas-de-Calais et de la France entière. Une caractéristique marquante du parc de logements est ainsi la faible proportion des résidences secondaires et logements occasionnels (0,7 %) par rapport au département (6,5 %) et à la France entière (9,7 %) ainsi que d'une proportion de logements vacants (9,7 %) supérieure à celle du département (7,3 %) et de la France entière (8,1 %).
| Typologie                                               | Beuvry | Pas-de-Calais | France entière |
| ------------------------------------------------------- | ------ | ------------- | -------------- |
| Résidences principales (en %)                           | 89,6   | 86,1          | 82,2           |
| Résidences secondaires et logements occasionnels (en %) | 0,7    | 6,5           | 9,7            |
| Logements vacants (en %)                                | 9,7    | 7,3           | 8,1            |

### Voies de communication et transports

#### Transport ferroviaire
La gare de Beuvry se situe à 2 kilomètres du centre-ville. Elle est desservie par des trains TER Hauts-de-France qui effectuent des missions entre les gares de Lille-Flandres et de Béthune ou de Saint-Pol-sur-Ternoise.
La gare de Béthune située à 4 kilomètres de la commune est desservie également par des TGV inOui (liaison Paris-Nord – Dunkerque) et par d'autres lignes TER.
La commune était située sur la ligne de Beuvry à Béthune-Rivage, une ancienne ligne de chemin de fer qui reliait, dans le département du Pas de Calais, depuis 1865 (une petite partie de la ligne est toujours en exploitation), de Beuvry à Béthune-Rivage.

## Toponymie
Le nom de la localité est attesté sous les formes Brevi (1135) ; Bevri (1154) ; Beveri (vers 1159) ; Bevriacum (1192) ; Buvuriacum (1270) ; Boveri (1290) ; Bueveri (1294) ; Buvriacum (1297) ; Buevery (1299) ; Beveriacum et Beuveri (XIIIe siècle) ; Buvery (1301) ; Buvry (1302) ; Buvri (1303) ; Bueuvery, Bevery (1309) ; Beuvry (1318) ; Beveri (XIVe siècle) ; Buuvry (1407) ; Boevry (1559) ; Beuvrie (1759)  ; Beuvry en 1793 et Beuvry depuis 1801.

## Histoire

### Premières occupations humaines
L'homme de Néandertal occupe la région, à proximité d'Arras, il y a 200 000 ans. Des silex taillés en biface de type prondnik de l'époque Dernier Glaciaire ont été mis au jour dans d'anciennes sablières du Mont de Beuvry. Des pointes barbelées en os et bois de cervidé (datées autour de 10 000 av. J.-C.) ont été retrouvées à Béthune et Beuvry, ainsi que des outils plus récents dans le marais de Beuvry (-7000 à -5000 ans, au mésolithique). Au néolithique (-4000 à -1600 ans), l'activité s'oriente vers l'agriculture et l'élevage ; une occupation à l'âge du bronze (-1600 à -800)  est également attestée sur la commune. À l'époque gallo-romaine, on trouve les traces d'une villa et de tombes du IIe.

### Haut Moyen Âge
À l'époque du haut Moyen Âge, sous Charlemagne, vers 800 apr. J.-C., le Béthunois compte 4 000 à 5 000 habitants. Cette population est multipliée par 10 dans les 500 années qui suivent.

### Du Moyen Âge à l’époque moderne
Ancien Régime
Vers 1245, Nicolas (de Lens) est seigneur de Beuvry, mort après 1245; il est frère de Baudouin (IV), châtelain de Lens, (1215-1263), ce dernier étant le trisaïeul de Baudouin de Lens, seigneur d'Annequin, grand maître des arbalétriers de France. Les seigneurs de Beuvry sont à cette époque une branche cadette des châtelains de Lens, eux-mêmes descendants des comtes de Boulogne.
Vers 1260, Jean (de Lens) est seigneur de Beuvry, mort avant 1260, fils de Nicolas précité. Un lien de parenté existe probablement entre Jean seigneur de Beuvry mort avant 1260 et Marie, dame de Beuvry, citée ci-dessous.
En 1266 et 1268, sous Louis IX ou Saint Louis (1214-1270), selon le club d'histoire de Beuvry, Jean de Nédonchel et Marie, dame de Beuvry, auraient vendu cette terre ou peut être un fief en dépendant à Robert II, comte d'Artois, avec le manoir et la forteresse (dict arch et hist du P de C).
En 1346, Jacques d'Estracelles (cf lien possible avec le manoir d'Estrasselle) est un chevalier réputé vaillant qui a combattu à la bataille de Crècy, il commandait une troupe de chevaliers qui fut la seule à percer les lignes ennemies pour parvenir au contact des troupes du prince de Galles (Édouard de Woodstock, fils d'Edouard III) soutenues par le corps de bataille des comtes de Northampton (Guillaume de Bohun) et d'Arundel (Richard FitzAlan), et le menacera. Lors de cette bataille, il était porte bannière de Charles II d'Alençon, frère du roi de France Philippe VI de Valois; il accompagnait aussi le duc de Lorraine (en 1346, il s'agit de Raoul de Lorraine mort à la Crécy en 1346, son épouse Marie de Châtillon assure la régence, très probablement sœur de Louis Ier de Blois-Châtillon cité ci-après, mort à Crécy également) et Louis de Châtillon ainsi que les comtes d'Auxerre (Jean II de Châlon-Auxerre) et de Sancerre (Louis II de Sancerre mort à Crécy). Pour situer les personnes précitées, Guy Ier de Blois-Châtillon est le père de Louis Ier († 1346), comte de Blois, de Dunois et de Fréteval; de Charles de Blois (° 1319 † 1364), duc de Bretagne et de Marie qui en 1334 épouse en premières noces Raoul, duc de Lorraine puis en secondes noces Fréderic Comte de Linanges (Leiningen). En 1385-1390 est cité un Jacques d'Estracelles, prévôt de Douai et chapelain de la comtesse de Bar (Yolande de Flandre, fille de Robert de Cassel et de Jeanne de Bretagne).
En 1360, Jean sire du Bois et de Vermelles chevalier est châtelain de Beuvry ("Jehan dit Bosket sire du Bos et de Vremele (Vermelles), chevalier, châtelain de Beuvry" est cité aux chartes d’Artois le 18 juillet 1360), il s’agit de Jean Ier du Bois, de la maison de Fiennes, tige des du Bois d’Annequin. Jean sire du Bois épouse en 1362 Jeanne de Lens sœur de Baudouin de Lens, grand maître des arbalétriers; actif pendant la première partie de la guerre de Cent Ans, ce dernier se bat en Normandie en 1351-1352 sous Geoffroi de Charny, il sert en Bretagne en 1353 sous le maréchal d’Audrehem dans le contexte de la guerre de succession de Bretagne qui implique Jeanne de Flandre et participe à la bataille de Poitiers en 1356. Charles de Blois précité au paragraphe concernant Jacques d'Estracelles est un des protagonistes de cette guerre comme prétendant au titre de duc de Bretagne et opposé à Jeanne de Flandre.
En 1415, Enguerrand de Nédonchel, capitaine de Beuvry, trouve la mort à la bataille d'Azincourt.
En 1424, le 30 novembre, Bonne d'Artois (1396-1425), fille de Philippe d'Artois (1358-1397) (fils de Jean Sans-terre, fils de Robert III) et de Marie de Berry (1375 † 1434), fille de Jean de France, duc de Berry, et de Jeanne d'Armagnac, le neveu de cette dernière est Bernard VII d'Armagnac, meneur du clan Armagnac lors de la Guerre civile entre Armagnacs et Bourguignons; Bonne d'Artois apporta en mariage le domaine de Beuvry à Philippe le bon (1396-1467), duc de Bourgogne. Celui-ci le légua en 1445 à son fils naturel, Antoine de Bourgogne, dit le grand bâtard de Bourgogne, dont les descendants l'ont possédé jusqu'au XVIe siècle.
En 1530, Anne de Bourgogne âgée de 14 ans (née le 3 avril 1516) fille d'Adolphe de Bourgogne (1489-1540), fils de Philippe de Bourgogne-Beveren (1450-1498), fils d'Antoine de Bourgogne (1421-1504) précité; Anne fit passer le domaine d'abord dans la maison de Horne, par son mariage en 1530 avec le comte Jacques (III) de Hornes chevalier de la Toison d'Or en 1505, fils de Jacques (II) de Hornes et Jeanne de Bruges, une fille de Louis de Gruuthuse chevalier de la Toison d'or également; puis dans celle de Hénin-Liétard par son mariage avec Jean de Hénin-Liétard, 4e du nom, comte de Bossut ou Boussut, chevalier de la Toison d'Or, grand écuyer de Charles Quint, colonel de sa cavalerie légère, grand bailli des eaux et forêts de la province du Hainaut, seigneur de Chocques et de beaucoup d'autres lieux, décédé en 1563. Le dénombrement de Beuvry a été rendu vers cette époque à Philippe II, roi d'Espagne, par Pierre Bossut, fils de Jean Ier. La seigneurie de Beuvry resta dans cette maison jusqu'au milieu du XVIIIe siècle.
Cette information pourrait ou non être en contradiction (seigneurie en tout ou partie ou autres raisons) avec celle du père Anselme qui cite que la seigneurie de Beuvry vers 1611 était aux mains de Louis de Montmorency qui semble appartenir à la branche de Montmorency-Fosseux, issue de Louis de Montmorency-Fosseux fils de Jean II de Montmorency. Afin de tenter de comprendre cette contradiction, on peut établir un lien existant entre les Hornes et les Montmorency mais qui n'explique pas directement cette contradiction; ainsi on peut observer un lien entre Jacques (III) de Hornes qui reçut le domaine de Beuvry d'Anne de Bourgogne et la maison de Montmorency; Jacques (III) de Hornes étant sans héritier de ses trois mariages avec les Croÿ, Savoie et Bourgogne, le comté de Hornes passa à son frère Jean (II) de Hornes marié à Anne d'Egmont, ces derniers n'eurent également pas d'enfant; en conséquence, avec la permission de son seigneur suzerain, le prince-évêque Corneille de Berghes (maison de Glymes-Berghes), il lègua par testament le comté de Horne au fils aîné de sa femme, Philippe de Montmorency mort aux côtés du comte Lamoral d'Egmont, décapités le 5 juin 1568 à Bruxelles à la suite de la répression menée par le duc d'Albe au début du soulèvement des Pays-Bas contre Philippe II d'Espagne.
Vers 1611, le seigneur de Beuvry est Louis de Montmorency (maison de Montmorency), frère de Nicolas de Montmorency, comte d'Estaires.
En 1630, le 4 décembre, sont données à Madrid des lettres de chevalerie pour Charles de Croix, écuyer, seigneur d'Estrasselles, Nerbinghem et la Motte. Il a servi deux ans dans l'infanterie espagnole au régiment de Simon d'Autunz, s'est trouvé aux sièges de Vreselle, Juliers et depuis avec le marquis de Los Vallases, en qualité de volontaire à ses frais et dépens. Il a perdu son frère au siège de Verselli, ce dernier servant au régiment du sieur de Coing. Il est issu de l'ancienne noblesse du côté de ses deux parents, plusieurs prédecesseurs ont été honorés du titre de chevalier. Il est le fils de feu Jacques de Croix, chevalier, lieutenant-général des ville et bailliage de Saint-Omer, pendant 27 ans, qui avait suivi la cour et les armées, avait été fait prisonnier au siège de Tournai, avait connu une rigoureuse détention de 15 mois et a dû payer une rançon excessive.
Comme complément à la succession précitée au sujet de la terre de Beuvry transmise de Bonne d'Artois aux ducs de Bourgogne, la terre de Beuvry est ensuite passée dans la maison de Hénin-Liétard au XVIe siècle, puis dans celle des Ghistelles en 1736. Alexandre de Hénin-Liétard, prince de Chimay, hérite cette année-là de Beuvry mais le revend au comte Ignace de Ghistelles. Celui-ci fait démolir le château médiéval et construit à la place un château plus moderne. Lorsqu'il meurt en 1754, sa sœur hérite des biens. Mademoiselle de Ghistelles meurt en 1765 et lègue le village à son neveu Philippe de Ghistelles. Il fréquentera régulièrement le château avant de s'y établir définitivement et y donnera de somptueuses fêtes, jusqu'à son émigration en 1792 et la vente du château comme bien national, puis sa destruction.
Louis Harbaville indique que les entités suivantes dépendaient de Beuvry:
- La prévôté de Gorre, sur la Louanne, définitivement attribuée à Saint-Vaast en 1231.
- Le hameau de Taigneville, Tigni villa (maison du bois).
- Le domaine de Belleforière (appartenant au marquis de Baynast). Lien vers la maison de Soyécourt-Belleforière: Famille de Soyécourt.

En 1784, le 19 septembre, les frères Robert et M. Collin-Hullin ont fait voler leur ballon à hydrogène, La Caroline, à la demande de Philippe III Alexandre, Ier Prince de Ghistelles pendant 6 heures 40 minutes, parcourant 186 km de Paris à Beuvry. La Caroline devait sa conception aux travaux des professeurs Jacques Charles et Jean Baptiste Meusnier et réalisa le tout premier vol au monde de plus de 100 km. Dans la Ville de Beuvry, un monument en pierre a été érigé pour commémorer le 200e anniversaire de l'atterrissage des frères de La Caroline le 19 septembre 1784. Un bal de la ducasse "du Ballon" est désormais organisé à la fin de chaque mois de septembre,.

### Époque contemporaine

#### Première Guerre mondiale

La zone rouge au niveau de l'Artois.

La Première Guerre mondiale entraîne la destruction de près de la moitié de la ville de Béthune. Dans les arrondissements d'Arras et Béthune, 150 000 ha de terres sont stérilisés.
La commune est décorée de la croix de guerre 1914-1918 par décret du 25 septembre 1920, distinction également attribuée à 276 autres communes du Pas-de-Calais.

#### Seconde Guerre mondiale
Au début de la Seconde Guerre mondiale, au cours de la bataille de France, les 24 et 25 mai 1940, dans le quartier du Quesnoy, la 3e Panzerdivision SS Totenkopf massacra 48 civils, habitants de la commune et réfugiés, en raison de la résistance qu'elle rencontrait de la part de soldats français et anglais le long du canal d'Aire à La Bassée.
En mars 1943, la résistance abat des policiers à Beuvry; pour leur enterrement, le secrétaire général à la police du gouvernement de Vichy, René Bousquet, vient le 27 mars 1943 à Béthune.
La croix de guerre 1939-1945 est attribuée à la commune de Beuvry.

#### Fin duXXesiècle: fusion et scission
La ville de Beuvry a été fusionnée avec la ville de Béthune fin 1993. Beuvry ne bénéficiant pas de ses pouvoirs municipaux propres, de nombreux Beuvrygeois ont montré leur mécontentement contre cette décision du conseil municipal de l'époque, ce qui s'est traduit par les élections municipales de 1995, des pétitions en 1995 et 1996, l'élection en octobre 1996 d'une commission spéciale chargée de donner un avis sur un "projet de modification des limites territoriales de la commune de Béthune en vue de l'érection de la commune associée de Beuvry en commune distincte". L'élection municipale de septembre 1997 a abouti à une scission permettant à la commune associée de Beuvry de redevenir indépendante en novembre 1997,,.

## Politique et administration

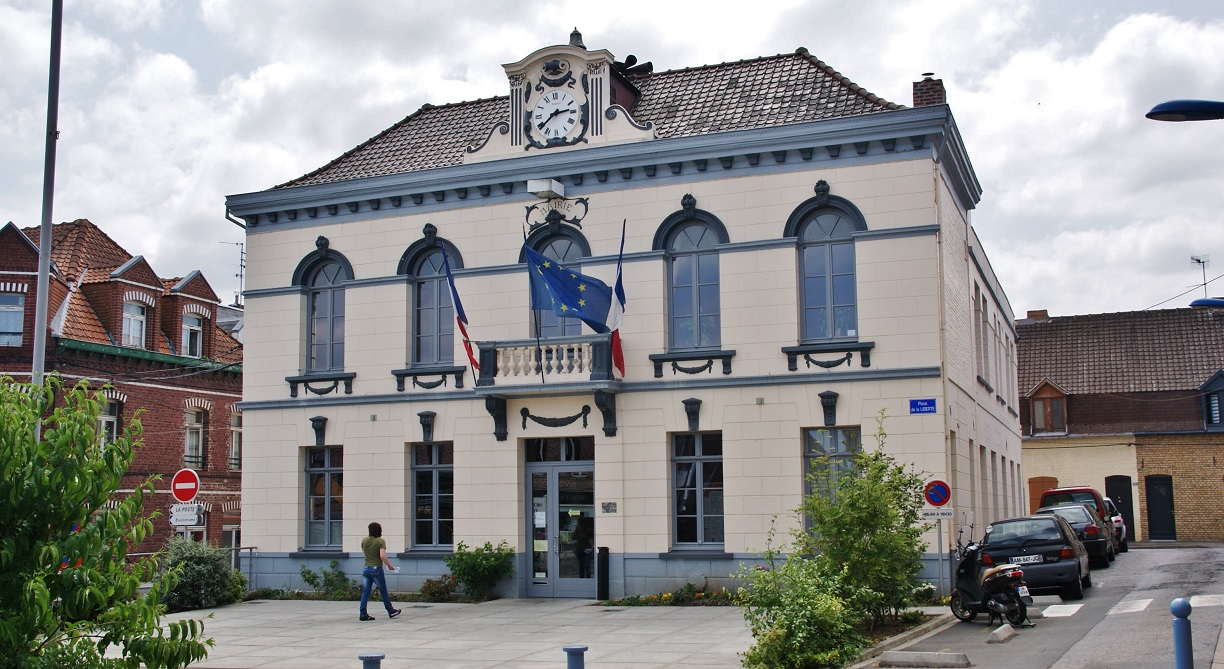
La mairie.

### Rattachements administratifs et électoraux

#### Rattachements administratifs
La commune se trouve dans l'arrondissement de Béthune du département du Pas-de-Calais
Elle faisait partie depuis 1801 du canton de Cambrin, année où elle intègre le canton de Nœux-les-Mines. Dans le cadre du redécoupage cantonal de 2014 en France, cette circonscription administrative territoriale a disparu, et le canton n'est plus qu'une circonscription électorale.

#### Rattachements électoraux
Pour les élections départementales, la commune est  depuis 2014 le bureau centralisateur du canton de Beuvry
Pour l'élection des députés, elle fait partie de la dixième circonscription du Pas-de-Calais.

### Intercommunalité
Beuvry était membre de la communauté d'agglomération de l'Artois, un établissement public de coopération intercommunale (EPCI) à fiscalité propre et auquel la commune avait transféré un certain nombre de ses compétences, dans les conditions déterminées par le code général des collectivités territoriales.
Après une première fusion de cette intercommunalité avec la communauté de communes de Nœux et environs survenue en 2014, et dans le cadre des dispositions de la loi portant nouvelle organisation territoriale de la République du 7 août 2015, qui prévoit que les établissements publics de coopération intercommunale (EPCI) à fiscalité propre doivent avoir un minimum de 15 000 habitants, cette intercommunalité a fusionné avec ses voisines pour former, le 1er janvier 2017, la communauté d'agglomération de Béthune-Bruay, Artois-Lys Romane dont est désormais membre la commune. Cette communauté d'agglomération de Béthune-Bruay, Artois-Lys Romane regroupe 100 communes et totalise 275 327 habitants en 2021.

### Tendances politiques et résultats
Au premier tour des élections municipales de 2014 dans le Pas-de-Calais, la liste PS-EELV menée par la maire sortante Nadine Lefèbvre obtient la majorité absolue des suffrages exprimés, avec 2 005 voix (50,65 %, 23 conseillers municipaux élus dont 5 communautaires), devançant très largement celles menées respectivement par ;
- Charles Dumont 	(SE,	900 voix, 22,73 %, 3 conseillers municipaux élus) ;
- Philippe Baroux (DVD, 734 voix, 18,54 %, 2 conseillers municipaux élus) ;
- Christine Brasse (SE, 319 voix, 8,05 %, 1 conseiller municipal élu).

Lors de ce scrutin, 39,86 % des électeurs se sont abstenus.
Lors du premier tour des élections municipales de 2020 dans le Pas-de-Calais, la liste DVG menée par la maire sortante Nadine Lefebvre obtient la majorité absolue des suffrages exprimés, avec 1 786 voix (63,19 %, 24 conseillers municipaux élus dont 4 communautaires), devançant très largement les listes menées respectivement par :
- Boris Briche (RN, 603 voix, 21,33 %, 3 conseillers municipaux élus) ;
- Guillaume Delbarre (SE, 437 voix, 15,46 %, 2 conseillers municipaux élus).

Lors de ce scrution marqué par la pandémie de Covid-19 en France, 57,75 % des électeurs se sont abstenus.

### Liste des maires
| Période                                  | Période           | Identité                                    | Étiquette          | Qualité |
| ---------------------------------------- | ----------------- | ------------------------------------------- | ------------------ | --- |
| Les données manquantes sont à compléter. |                   |                                             |                    | |
| octobre 1792                             | octobre 1794      | Pierre Philippe Michaux                     |                    | Officier municipal |
| octobre 1794                             | novembre 1795     | Siméon Donze                                |                    | Officier municipal |
| novembre 1795                            | décembre 1795     | Antoine Pruvot                              |                    | Officier municipal |
| décembre 1795                            | janvier 1796      | Louis Descamps                              |                    | Officier municipal |
| janvier 1796                             | février 1796      | Auguste Caron                               |                    | Adjoint municipal |
| février 1796                             | avril 1797        | Félix Pottier                               |                    | Agent municipal |
| avril 1797                               | septembre 1797    | Philippe François Joseph de Genevières      |                    | Agent municipal |
| avt septembre 1798                       | septembre 1798    | Louis Dusautoir                             |                    | |
| septembre 1800                           | juin 1813         | François Somville                           |                    | |
| juillet 1813                             | 1820              | Philippe Charles Bertuphe Fructueux Lequien |                    | |
| janvier 1821                             | juillet 1830      | Louis Joseph Dusautoir                      |                    | |
| juillet 1830                             | 19 octobre 1840   | Pierre Antoine Delelis                      |                    | |
| 9 octobre 1840                           | décembre 1854     | Xavier Hippolyte Joseph Duquesnoy           |                    | |
| décembre 1854                            | novembre 1870     | Louis Henri Hippolyte Merlin                |                    | |
| mai 1871                                 | 22 février 1878   | Xavier Hippolyte Joseph Duquesnoy           |                    | |
| 30 juin 1878                             | 10 août 1886      | Henri Luglien Dalmanza Gosse de Gorre       | Conservateur       | |
| 23 septembre 1886                        | mai 1888          | Luglien Fernand Gosse de Gorre              | Républicain modéré | |
| mai 1888                                 | 15 septembre 1893 | Pierre François Vouters                     |                    | |
| novembre 1893                            |                   | Auguste Barthélémy Joseph François          |                    | |
| 1909                                     |                   | Désiré Henri Joseph Buret                   |                    | |
| 1912                                     | 1914              | Arthur Démulier                             |                    | |
| 1914                                     | 1918              | Jules Leblanc                               |                    | |
| 1919                                     | 1928              | Arthur Démulier                             |                    | |
| 1928                                     | 1941              | Jules Weppe                                 |                    | |
| 1944                                     | 1945              | Justin Antoine Gouillart                    |                    | Cultivateur |
| 1945                                     | Novembre 1947     | Pierre-Jules Delaval                        |                    | |
| mars 1965                                | 1971              | Ernest Boyaval                              | SFIO               | |
| mars 1971                                | 1993              | Noël Josèphe (1920-2006)                    | PS                 | Inspecteur départemental de l'Éducation nationale Combattant volontaire de la Résistance, réseau Voix du Nord Président du conseil régional du Nord-Pas-de-Calais (1981 → 1992) Conseiller général de Nœux-les-Mines (1973 → 1982) Député du Pas-de-Calais (1981 → 1986 et 1988 → 1993) |

| Période        | Période        | Identité                  | Étiquette | Qualité                                                                         |
| -------------- | -------------- | ------------------------- | --------- | ------------------------------------------------------------------------------- |
| 1993           | juin 1995      | Noël Josèphe, (1920-2006) | PS        | Inspecteur départemental de l'Éducation nationale Maire de Beuvry (1971 → 1993) |
| juin 1995      | septembre 1997 | M. Dominique Josien       | UDF       | Professeur de mathématiques                                                     |
| septembre 1997 | novembre 1997  | Robert Hazebrouck         |           | Élu à la suite d'une élection municipale partielle                              |

| Période   | Période                        | Identité          | Étiquette | Qualité |
| --------- | ------------------------------ | ----------------- | --------- | --- |
| 1997      | juin 2007                      | Robert Hazebrouck | DVG       | Démissionnaire pour raison de santé |
| juin 2007 | mars 2008                      | Voltaire Bouque   | DVG       | Retraité des entreprises publiques |
| mars 2008 | En cours (au 1er février 2022) | Nadine Lefebvre   | PS        | Retraitée de l'enseignement Conseillère régionale du Nord-Pas-de-Calais (2010 → 2015) Vice-présidente d'Artois Comm (2014 → 2017) Vice-présidente de la CA de Béthune-Bruay, Artois-Lys Romane (2017 → ) Réélue pour le mandat 2020-2026, |

### Jumelages
La commune est jumelée avec :
| Ville | Ville | Pays | Pays      | Période     |
| ----- | ----- | ---- | --------- | ----------- |
|       | Hemer |      | Allemagne | depuis 1967 |

## Équipements et services publics

### Espaces publics
La commune est labellisée « 2 fleurs » au concours des villes et villages fleuris.

### Enseignement
La commune est située dans l'académie de Lille et dépend, pour les vacances scolaires, de la zone B.
- deux écoles maternelles
- trois écoles élémentaires
- deux écoles primaires
- un collège
- un lycée polyvalent[64].

### Santé
Le centre hospitalier Germon Gauthier, créé en 1982.

## Population et société

### Démographie
Les habitants de la commune sont appelés les Beuvrygeois.

#### Évolution démographique
L'évolution du nombre d'habitants est connue à travers les recensements de la population effectués dans la commune depuis 1793. Pour les communes de moins de 10 000 habitants, une enquête de recensement portant sur toute la population est réalisée tous les cinq ans, les populations de référence des années intermédiaires étant quant à elles estimées par interpolation ou extrapolation. Pour la commune, le premier recensement exhaustif entrant dans le cadre du nouveau dispositif a été réalisé en 2004.

En 2022, la commune comptait 9 078 habitants, en évolution de −5,31 % par rapport à 2016 (Pas-de-Calais : −0,72 %, France hors Mayotte : +2,11 %).
| 1793  | 1800  | 1806  | 1821  | 1831  | 1836  | 1841  | 1846  | 1851  |
| ----- | ----- | ----- | ----- | ----- | ----- | ----- | ----- | ----- |
| 2 020 | 2 544 | 2 412 | 2 564 | 2 794 | 2 794 | 2 742 | 2 803 | 2 728 |

| 1856  | 1861  | 1866  | 1872  | 1876  | 1881  | 1886  | 1891  | 1896  |
| ----- | ----- | ----- | ----- | ----- | ----- | ----- | ----- | ----- |
| 2 807 | 2 947 | 3 188 | 3 232 | 3 328 | 3 345 | 3 656 | 4 043 | 4 235 |

| 1901  | 1906  | 1911  | 1921  | 1926  | 1931  | 1936  | 1946  | 1954  |
| ----- | ----- | ----- | ----- | ----- | ----- | ----- | ----- | ----- |
| 4 968 | 4 842 | 5 515 | 5 336 | 5 787 | 5 726 | 5 870 | 6 253 | 7 006 |

| 1962  | 1968  | 1975  | 1982  | 1990  | 1999  | 2004  | 2006  | 2009  |
| ----- | ----- | ----- | ----- | ----- | ----- | ----- | ----- | ----- |
| 7 749 | 7 907 | 8 147 | 8 840 | 8 744 | 9 175 | 9 060 | 9 096 | 8 856 |

| 2014  | 2019  | 2022  | - | - | - | - | - | - |
| ----- | ----- | ----- | - | - | - | - | - | - |
| 9 502 | 9 219 | 9 078 | - | - | - | - | - | - |

#### Pyramide des âges
En 2018, le taux de personnes d'un âge inférieur à 30 ans s'élève à 35,3 %, soit en dessous de la moyenne départementale (36,7 %). À l'inverse, le taux de personnes d'âge supérieur à 60 ans est de 26,5 % la même année, alors qu'il est de 24,9 % au niveau départemental.
En 2018, la commune comptait 4 526 hommes pour 4 805 femmes, soit un taux de 51,5 % de femmes, égal au taux départemental (51,5 %).
Les pyramides des âges de la commune et du département s'établissent comme suit.
| Hommes | Classe d’âge | Femmes |
| ------ | ------------ | ------ |
| 0,6    | 90 ou +      | 2,2    |
| 5,7    | 75-89 ans    | 9,8    |
| 16,5   | 60-74 ans    | 18,0   |
| 19,2   | 45-59 ans    | 18,4   |
| 19,6   | 30-44 ans    | 19,3   |
| 18,8   | 15-29 ans    | 15,1   |
| 19,6   | 0-14 ans     | 17,3   |

| Hommes | Classe d’âge | Femmes |
| ------ | ------------ | ------ |
| 0,5    | 90 ou +      | 1,6    |
| 5,6    | 75-89 ans    | 8,9    |
| 16,7   | 60-74 ans    | 18,1   |
| 20,2   | 45-59 ans    | 19,2   |
| 18,9   | 30-44 ans    | 18,1   |
| 18,2   | 15-29 ans    | 16,2   |
| 19,9   | 0-14 ans     | 17,9   |

### Vie associative et sportive
- La maison de la poésie, dans le château de Bellenville.
- L'école internationale de Manchuria Kung Fu dirigée par Mathieu Derosière (Manchuria Kung Fu School of Chinese Martial Arts), le siège social de la Fédération de Manchuria Kung Fu[71].

## Économie

### Revenus de la population et fiscalité
En 2021, la commune compte 3 887 ménages fiscaux, regroupant 8 867 personnes.
Le revenu fiscal médian par ménage, le taux de pauvreté des ménages et la part des ménages fiscaux imposés de la commune, du département du Pas-de-Calais et de la métropole sont les suivants :
- le revenu fiscal médian par ménage de la commune est de 20 670 €, inférieur à celui du département du Pas-de-Calais (20 720 €) et inférieur à celui de la France métropolitaine (23 080 €)[Insee 11],[Insee 12],[Insee 13] ;
- le taux de pauvreté des ménages de la commune est de 19 %, de 18,4 % au niveau du département et de 14,9 % au niveau de la métropole[Insee 14],[Insee 15],[Insee 16] ;
- la part des ménages fiscaux imposés dans la commune est de 43 %, de 44,1 % au niveau du département et de 53,4 % au niveau de la métropole[Insee 11],[Insee 12],[Insee 13].

### Emploi
|                       | 2010   | 2015   | 2021   |
| --------------------- | ------ | ------ | ------ |
| Commune               | 15,2 % | 18,0 % | 16,1 % |
| Département           | 11,3 % | 13,7 % | 11,2 % |
| France métropolitaine | 11,6 % | 13,7 % | 11,7 % |

En 2021, la population âgée de 15 à 64 ans s'élève à 5 609 personnes, parmi lesquelles on compte 70,1 % d'actifs (58,8 % ayant un emploi et 11,3 % de chômeurs) et 29,9 % d'inactifs,. En 2021, le taux de chômage communal (au sens du recensement) des 15-64 ans est supérieur à celui du département et supérieur à celui de la France métropolitaine.
La commune fait partie de la couronne de l'aire d'attraction de Béthune, du fait qu'au moins 15 % des actifs travaillent dans le pôle,. Elle compte 3 489 emplois en 2021, contre 3 159 en 2015 et 2 995 en 2010. Le nombre d'actifs ayant un emploi résidant dans la commune est de 3 317, soit un indicateur de concentration d'emploi de 105,2 et un taux d'activité parmi les 15 ans ou plus de 52,8 %.
Sur ces 3 317 actifs de 15 ans ou plus ayant un emploi, 587 travaillent dans la commune, soit 18 % des habitants. Pour se rendre au travail, 85,0 % des habitants utilisent une voiture, un camion ou une fourgonnette, 5,9 % les transports en commun, 6,5 % s'y rendent en deux-roues, à vélo ou à pied et 2,7 % n'ont pas besoin de transport (travail au domicile).

### Entreprises et commerces

#### Activités hors agriculture
486 établissements marchands non agricoles sont économiquement actifs en 2022 à Beuvry,,.
| Secteur d'activité                                                                                        | Commune | Commune | Département |
| Secteur d'activité                                                                                        | Nombre  | %       | %           |
| --- | ------- | ------- | ----------- |
| Ensemble                                                                                                  | 486     | 100 %   | (100 %)     |
| Industrie manufacturière, industries extractives et autres                                                | 31      | 6,4 %   | (5,3 %)     |
| Construction                                                                                              | 63      | 13,0 %  | (11,7 %)    |
| Commerce de gros et de détail, transports, hébergement et restauration                                    | 128     | 26,3 %  | (22,5 %)    |
| Information et communication                                                                              | 5       | 1,0 %   | (3,6 %)     |
| Activités financières et d'assurance                                                                      | 17      | 3,5 %   | (5,3 %)     |
| Activités immobilières                                                                                    | 20      | 4,1 %   | (5,7 %)     |
| Activités spécialisées, scientifiques et techniques et activités de services administratifs et de soutien | 60      | 12,3 %  | (20,2 %)    |
| Administration publique, enseignement, santé humaine et action sociale                                    | 100     | 20,6 %  | (15,8 %)    |
| Autres activités de services                                                                              | 62      | 12,8 %  | (9,9 %)     |

Le secteur du commerce de gros et de détail, transports, hébergement et restauration est prépondérant sur la commune puisqu'il représente 26,3 % du nombre total d'établissements de la commune (128 sur les 486 entreprises implantées  à Beuvry), contre 22,5 % au niveau départemental. Dans le même temps, le secteur des activités spécialisées, scientifiques et techniques et activités de services administratifs et de soutien avec 12,3% du nombre total d'établissements de la commune est inférieur à celui du département (20,2%).
Sur le territoire de la commune se trouve en partie le port fluvial de Béthune-Beuvry géré par la Chambre de commerce et d'industrie de Béthune.

#### Agriculture
La commune est dans le « Béthunois », une petite région agricole dans le département du Pas-de-Calais. En 2020, l'orientation technico-économique de l'agriculture  sur la commune est l'exploitation de grandes cultures (hors céréales et oléo-protéagineux). 
|               | 1988 | 2000 | 2010 | 2020 |
| ------------- | ---- | ---- | ---- | ---- |
| Exploitations | 43   | 25   | 17   | 15   |
| SAU (ha)      | 881  | 650  | 728  | 886  |

Le nombre d'exploitations agricoles en activité et ayant leur siège dans la commune est passé de 43 lors du recensement agricole de 1988  à 25 en 2000 puis à 17 en 2010 et enfin à 15 en 2020, soit une baisse de 65 % en 32 ans. Le même mouvement est observé à l'échelle du département qui a perdu pendant cette période 65 % de ses exploitations (passant de 16 556 à 5 736),. La surface agricole utilisée sur la commune a quant à elle augmenté, passant de 881 ha en 1988 à 886 ha en 2020. Parallèlement la surface agricole utilisée moyenne par exploitation a augmenté, passant de 20 à 59 ha,.

## Culture locale et patrimoine

### Lieux et monuments

#### Monuments historiques
La commune compte quatre monuments historiques :
- l'église Saint-Martin de Beuvry[76] (XVIe siècle). Classement au titre des monuments historiques par arrêté du 17 janvier 1920 ;
- l'ancien moulin[77]. Vestiges de l'ancien moulin à vent, inscription par arrêté du 1er juillet 1987 ;
- le manoir de l'Estracelles[78]. Les façades et les toitures sont inscrites par arrêté en date du 18 avril 1966. Lien éventuel avec le manoir d'Estracelles, Jacques d'Estracelles cité en 1346, cf section Histoire ;
- la ferme-château de la Belle Forière[79], inscrite au titre des monuments historiques en 2007.

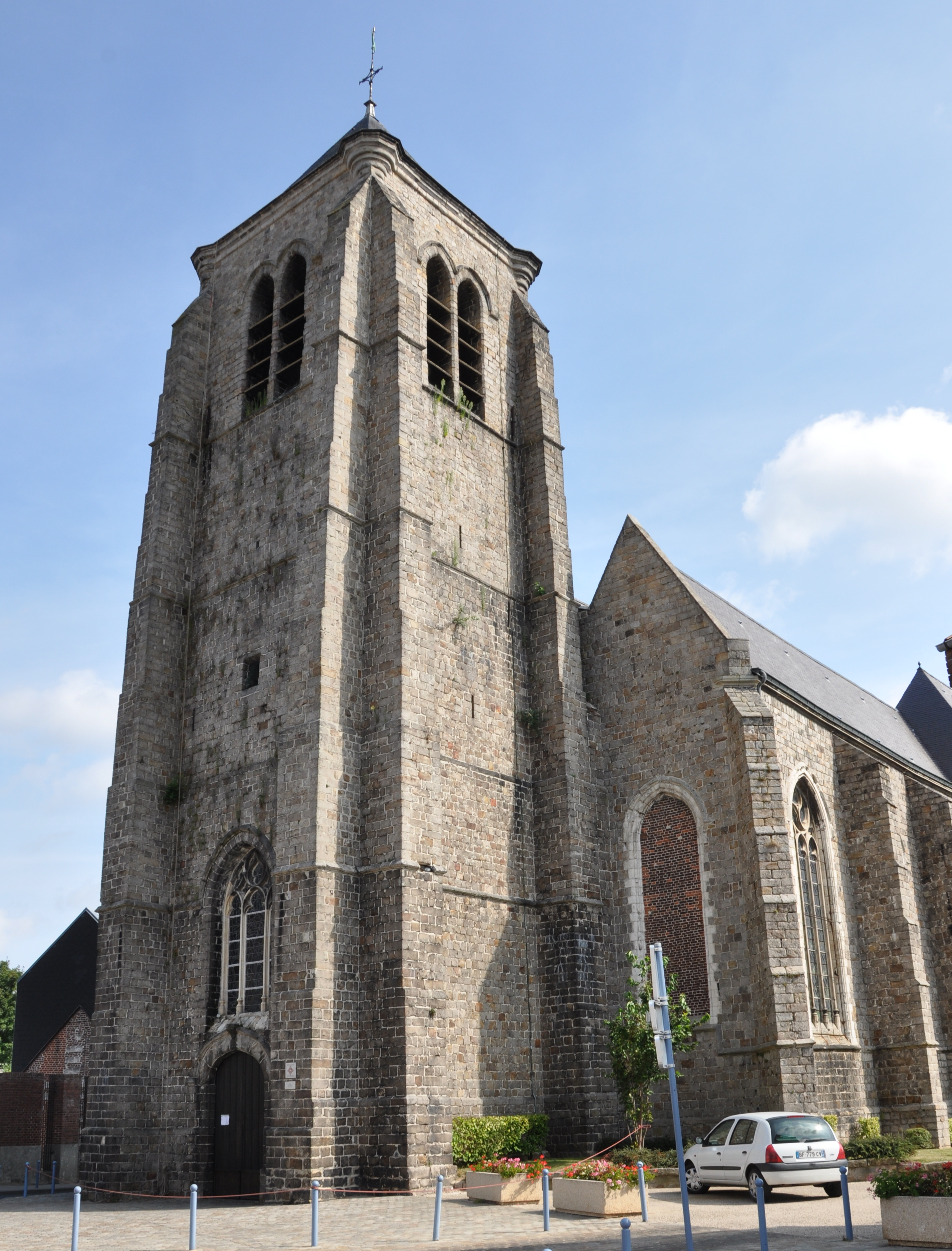
L'église Saint-Martin.
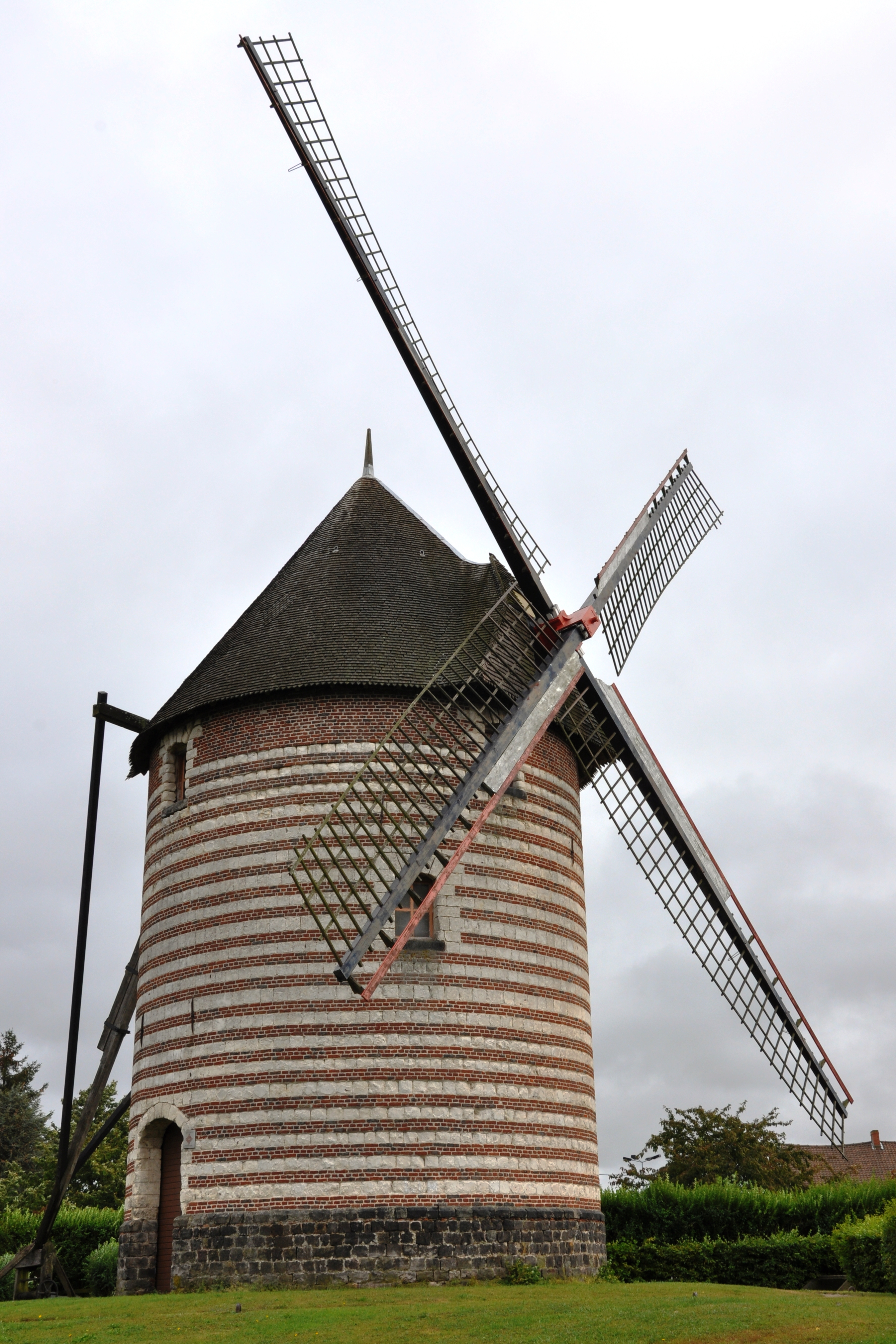
Le moulin de Beuvry.
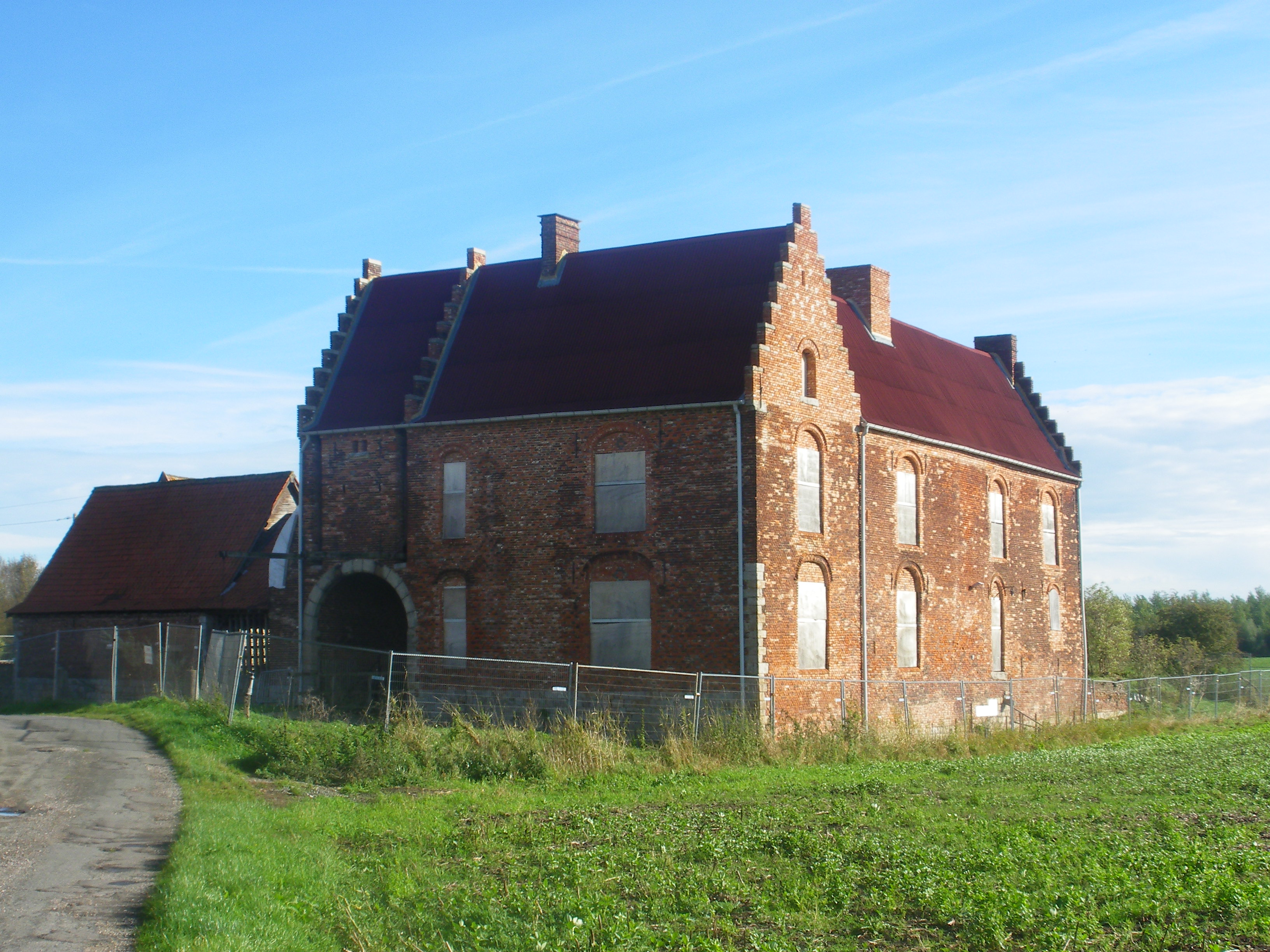
Le manoir de l'Estracelles.

#### Autres lieux et monuments
- L'église Saint-Pierre de Gorre.
- La prévôté de Gorre.
- Le château de Bellenville.
- La chambre des Charitables.
- Le parc Quinty.
- La chapelle de Quinty.

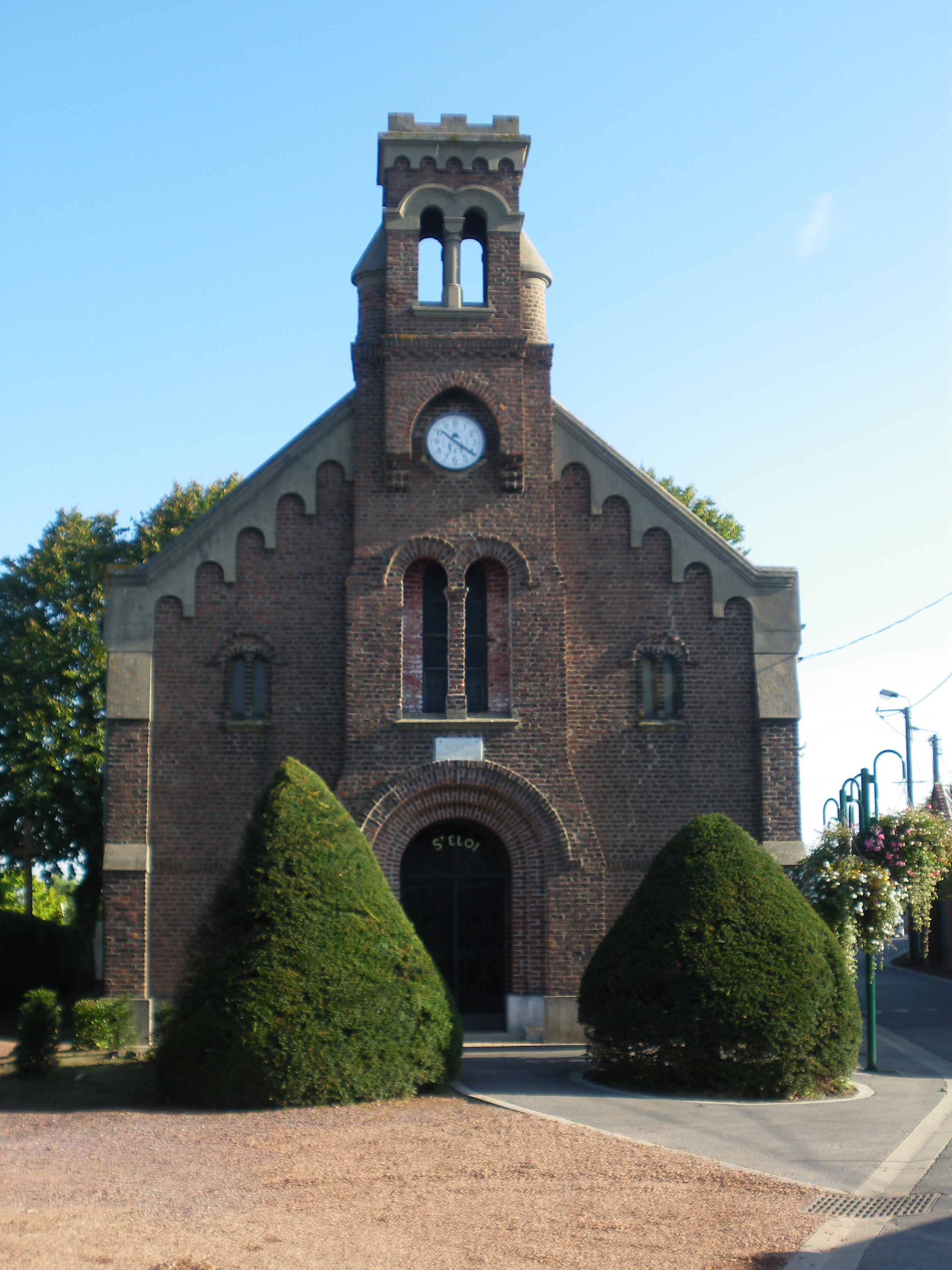
Vue de la chapelle Saint-Eloi de Beuvry, située dans le parc du Quinty.

- Beuvry Communal Cemetery And Extension et Gorre British and Indian Cemetery, cimetières militaires britanniques de la Commonwealth War Graves Commission.
- Le monument aux morts[80].
- La borne commémorative élevée par le gouvernement portugais à l’endroit où fut repoussé l’armée allemande en avril 1918. Au total, sept bornes sont élevées : deux à Hinges, une à Saint-Floris, à Robecq, Essars, Mont-Bernanchon[81].

### Héraldique
| Blason de Beuvry | Blason  | De gueules au chevron d'hermine. Ornements extérieursCroix de guerre 1914-1918 et Croix de guerre 1939-1945 |
| Blason de Beuvry | Détails | Le statut officiel du blason reste à déterminer.                                                            |

### Personnalités liées à la commune
- Conon de Béthune (?1170–1220) est plus probablement associé à une résidence semi-fortifiée beuvrygeoise qu'à la ville de Béthune même (qui au XIIe siècle correspondait uniquement à l'actuel Catorive).
- Noël Josèphe (1920-2006), Inspecteur général de l'éducation nationale, résistant, député-maire de Beuvry de 1971 à 1993, fondateur de la Maison régionale de la poésie sise au domaine de Bellenville à Beuvry.
- Léone Nogarède (1926-), actrice de théâtre et critique d'art, née à Beuvry.
- Jean-Philippe Lenclos (1938-), designer-coloriste, auteur de nombreux ouvrages sur la couleur dans l'architecture, né à Beuvry.
- Henri Delerue (1939-2016), natif de Beuvry, athlète international des années 1960, spécialiste de la marche athlétique, trois fois sélectionné aux Jeux olympiques d'été.
- Myriane Houplain (1946-), députée RN native de Beuvry.
- Ludovic Pajot (1993-), né à Beuvry, député.

## Pour approfondir

#### Bases de données, dictionnaires et encyclopédies
- Ressources relatives à la géographie :   - Insee (communes)
  - Ldh/EHESS/Cassini
- Ressource relative à plusieurs domaines :   - Annuaire du service public français
- Notices d'autorité :   - VIAF
  - BnF (données)
  - LCCN
  - GND
  - Israël